# اچ‌ام‌اس کلئوپاترا (۱۸۳۵)
اچ‌ام‌اس کلئوپاترا (۱۸۳۵) (به انگلیسی: HMS Cleopatra (1835)) یک کشتی بود که طول آن ۱۳۰ فوت (۳۹٫۶ متر) بود. این کشتی در سال ۱۸۳۵ ساخته شد.